# Дана Рудик

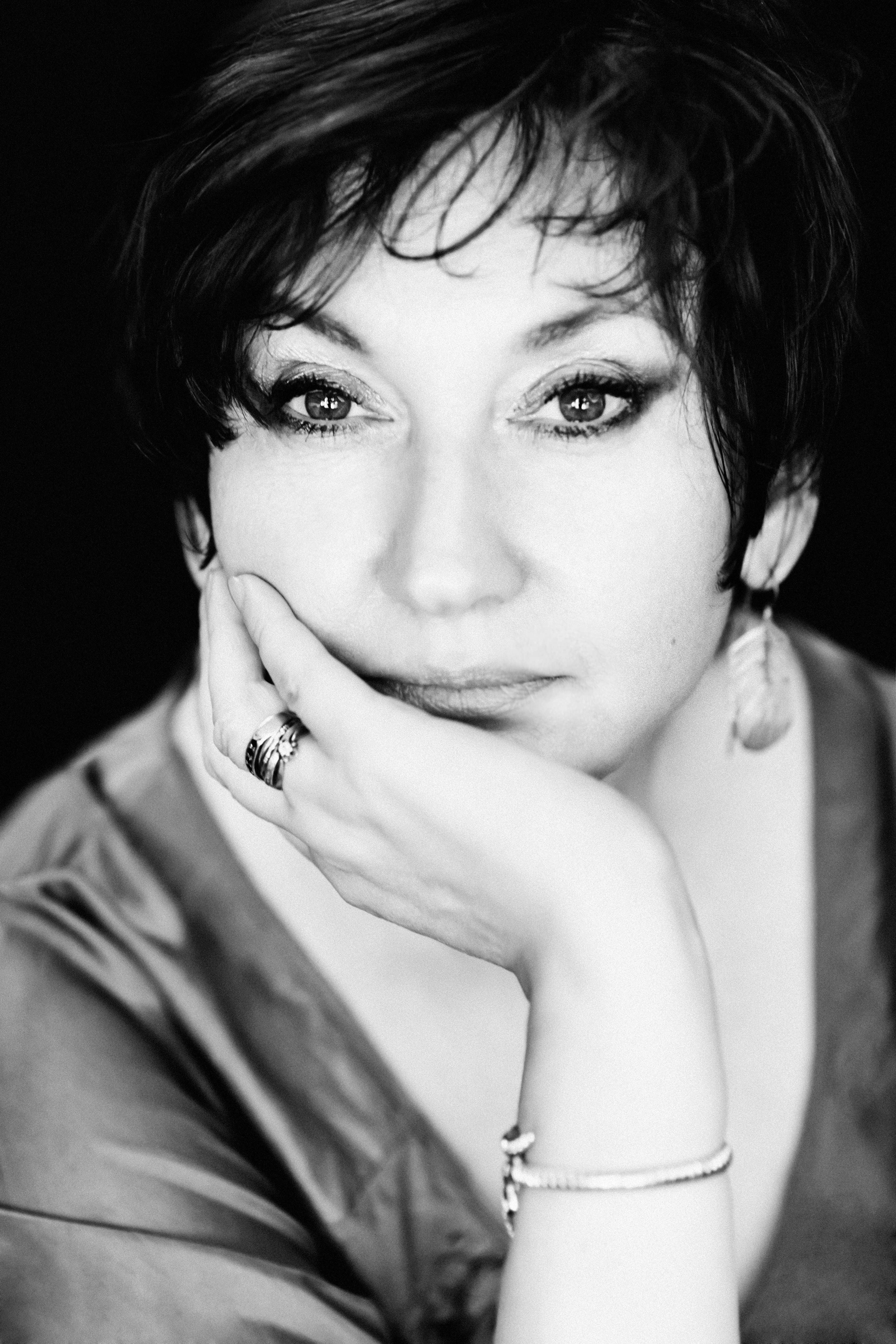
Photo by Kinga Karpati & Daniel Zarewicz

Дана Рудик (Daniela Rudyk) — поетеса, перекладач.

## З життєпису
Народилась у Львові. Одна з трьох співзасновниць порталу «Захід-Схід» та співзасновниця і член ради фундації «Polonia–Ruthenia», що сприяє розвиткові та покращенню польсько-українських відносин. За освітою — філолог (полоністика), історик, культурознавець (Варшавський університет).
Твори й статті опубліковано у журналах «Роман-газета» (2006. — Ч. 4 (20)), «Склянка часу» (2007. — Ч. 44; Ч. 45), «Київська Русь» (2007. — Книга 8 «ProЧуття»; 2008. — Книга 6 «RізNе»; 2008. — Книга 9 «Postімперія»; 2009. — Книга 1-2 «ПереZавантаження»), «Дніпро» (2009), «Сучасність» (2009. — Ч. 12), «Четвер» (2009. — Ч. 30 «Готика»), газеті «Час і Події» (Чикаґо, 2008, Ч. 22), «Українській літературній газеті» (Київ, 2010. — Ч. 8), вміщені в альманасі «digital Романтизм ver. 2.0» (Київ: 2007) та збіркові «Прімавера» (Канів: 2008), газеті «Наше Слово» (Варшава, 2011. — ч. 62), журналі «Вінницький край» (2/2012. — Ч. 29), журналі «Дзвін» (Львів, 2021. — Ч. 5). Переклади Єжи Фіцовського та критично-публіцистичну статтю про нього заміщено у журналі «Київська Русь» (К.: Книга 5 «Вистояне», 2008).
Переможець конкурсу літературних критиків інтернет-ресурсу «Буквоїд» (Київ, 2009).
Передмову й твори надруковано в антології «Аз, два, три… дванадцять — лист у пляшці» (Львів: «Піраміда», 2010).
Також твори заміщено в антології «Перед Божими яслами: різдвяні легенди та перекази українських письменників» (Львів: «Свічадо», 2009 (Серія «Різдвяна антологія»)) та збірці «На каву до Львова» (Львів: «Видавництво Старого Лева», 2012). Авторка взяла участь в написанні першого українського смс-роману «Поштаментальний роман» (ідея проекту: Галина Вдовиченко та Олександр Смик, 2011)
У 2018 році у львівському видавництві ВА «Піраміда» побачила світ книжка поезій та перекладів Дани Рудик «Сон про Фернандо Ботеро».
Вірші надруковано в антології «Червоне і чорне: сто українських поеток XX століття» (Тернопіль: «Навчальна книга — Богдан», 2011), в антології українського верлібру «Ломикамінь» (Львів: ВА «Піраміда», 2018).
Добірку віршів та поетичних перекладів опубліковано в «PAROLE. СЛОВА: Антологія поезії та перекладів українських авторів зарубіжжя» / Упорядниця Марія Шунь. Львів: Літературна Агенція «Піраміда», 2022. Ця антологія є логічним продовженням двох попередніх антологій українського авторського зарубіжжя — «АЗ, два, три… дванадцять — лист у пляшці» (2010) та «П'ять Америк» (2018).
Переможець конкурсу «Рукомесло — 2007» у номінаціях «Поезія» та «Переклад».
У 2018 році у харківському видавництві «Золоті сторінки» вийшла книга-білінґва поезій Любові Жванко «Намистини з Кракова» (переклад польською Дани Рудик).
Твори й статті заміщено на багатьох літературно-мистецьких інтернет-ресурсах.
Дана живе й працює у Варшаві. Викладає історію, суспільствознавство, культурознавство й образотворче мистецтво у тамтешніх навчальних закладах.